# Використання відходів збагачення вугілля для отримання будівельних матеріалів
Використання відходів збагачення вугілля для отримання будівельних матеріалів

## Сировина
Хімічний склад речовин, які використовують для отримання будівельних матеріалів, ідентичний хімічному складу відходів вуглезбагачення. Перевага останніх полягає у тому, що вони містять горючі складові. Це є сприятливим у тих випадках, коли для виробництва будівельних матеріалів потрібне тепло (виробництво стінових керамічних матеріалів, легких заповнювачів бетонів, цементу та ін.).

## Попередня підготовка відходів вуглезбагачення
Поточні відходи гравітаційного збагачення або відходи відвалів подрібнюють до різної крупності залежно від напрямку їхнього використання. Для виробництва стінової кераміки відходи попередньо подрібнюють до крупності 2-3 мм. Для ефективного подрібнення вологість відходів гравітаційного збагачення не повинна перевищувати 10-12 %.
Найбільш повно вимогам крупності вихідної сировини задовольняють відходи флотації, які не потребують додаткового подрібнення. Однак у тому вигляді, у якому вони випускаються фабрикою, їхнє використання неможливе, оскільки вони погано транспортуються. Підсушка відходів флотації у весняно-літній період до вологості 22-24 % може здійснюватись природним шляхом на спеціальних майданчиках перед завантаженням у транспортні посудини. Але при цьому неможливо організувати безперервне протягом року їх відвантаження. Більш раціональне рішення — поточна обробка відходів флотації з попереднім зневодненням у фільтр-пресах і підсушкою у термічних сушильних установках. Просушений продукт являє собою сипкий матеріал, який містить 8-10 % частинок крупністю 0-3 мм, близько 80 % гранул крупністю 3-15 мм і 12-15 % грудок крупністю 15-30 мм. Підсушка попередньо зневоднених відходів флотації у барабанах з ланцюговою насадкою дозволяє цілий рік отримувати сипкий продукт, придатний для виготовлення стінових керамічних виробів.
Інший спосіб підготовки відходів флотації полягає у їхній сушці без проміжної операції зневоднення у фільтр-пресах.

## Виробництво цегли з відходів збагачення вугілля
Див. Виробництво цегли з відходів збагачення вугілля
Цегельне виробництво є найбільш ємним споживачем відходів вуглезбагачення. Відходи можуть використовуватися у двох напрям-ках: як паливно-мінеральна домішка і як основна сировина. У зв'язку з цим розроблені вимоги до відходів вуглезбагачення, відповідно до яких вони класифікуються на три групи — І, ІІ, ІІІ.
Вміст сірки у готовому продукті в основному регламентується санітарно-гігієнічними нормами. При випалі цегли вихід газоподібних сполук сірки досягає 60-80 % від її вмісту у вихідній шихті.
Вміст вуглецю визначає продуктивність випальних печей: чим його більше, тим більше часу потрібно на випал цегли.
Технологія виготовлення цегли з відходів вуглезбагачення, які використовуються як паливно-мінеральна домішка або як основна сировина, практично не відрізняється від традиційної технології виготовлення цегли з глини. У цьому випадку застосовуються методи пластичного і напівсухого пресування. При використанні відходів вуглезбагачення як основної сировини метод напівсухого пресування доцільний при вмісті вуглецю менше 10 %. При вмісті вуглецю в межах 10-18 % застосовується метод пластичного пресування.

## Виробництво пористих заповнювачів бетонів з відходів збагачення вугілля
Див. також Виробництво пористих заповнювачів бетонів з відходів збагачення вугілля
Виробництво пористих заповнювачів з відходів вуглезбагачення порівняно з традиційною сировиною дозволяє зменшити витрати палива на 75-80 % і практично повністю виключити застосування глинистої сировини. Термічною обробкою (випал) спеціально підготовлених відходів вуглезбагачення можна отримати пористі заповнювачі бетонів різних видів: аглопорит, керамзит, порпорит та ін. Властивості отриманих продуктів залежать від способів термічної обробки вихідного матеріалу. Досліджені три способи обробки: випал в обертальних печах, випал у печах з киплячим шаром, спікання на агломераційних установках.
Найбільше підготовлений до промислового використання метод отримання пористих заповнювачів при спіканні породних частинок на агломераційній стрічці. Сутність технології полягає у тому, що на рухомій колосниковій решітці через попередньо запалений шар відходів вуглезбагачення продувається газоповітряний потік з температурою 1200—1400оС. У результаті окиснюваних процесів, що відбуваються у шарі, у випалюваному матеріалі створюється алюмосилікатний розплав, завдяки якому відбувається злипання частинок відходів в пористий і достатньо міцний конгломерат.

## Виробництво в'яжучих речовин з відходів збагачення вугілля
Див. також Виробництво в'яжучих речовин з відходів збагачення вугілля
У результаті термообробки відходів газоподібним теплоносієм з температурою 600—800оС відбувається дегідратація глинистих складових, внаслідок чого відходи набувають інших властивостей. Термооброблені відходи можуть бути додані до цементів як клінкерна добавка у кількості 10-15 %. Це дозволяє знизити витрати палива і збільшити продуктивність цементних печей.

## Використання відходів збагачення вугілля для будівництва доріг
Технологія зведення дорожніх насипів з відходів вуглезбагачення передбачає пошарову її відсипку з ущільненням кожного шару. При цьому товщина шару не повинна перевищувати 0,3-0,5 м залеж-но від ступеня вивітрюваності. Максимальний розмір грудок породи не повинен перевищувати 2/3 висоти шару, що відсипається, при загальному вмісті грудок розміром до 300 мм не більше 5 % від загального об'єму засипки. При близькому заляганні водоносних шарів від основи дороги або при можливості за визначених умов їхнього підняття слід передбачати гідроізоляцію дороги.
Захисний шар тіла дороги одержують відсипкою на відкоси породного насипу спочатку глинистого, а потім рослинного ґрунту, які попередньо зняті з основи майбутньої дороги. Верхня частина породного насипу відсипається тільки глинистим ґрунтом. Зняті перед початком будівництва рослинний і глинистий ґрунти складуються вздовж майбутньої дороги. А після завершення відсипки і ущільнення насипу укладаються на нею і ущільнюються.
Витрати відходів вуглезбагачення на будівництво доріг невеликі і складають 5-10 % від загальної маси.
Використання відходів у будівництві автомобільних доріг дозволяє більше ніж удвічі знизити вартість шару підстилки і вартість будівництва дороги у цілому.

## Використання відходів вуглезбагачення для будівництва гідротехнічних споруд
Укладку відходів вуглезбагачення у греблі виконують з ущільненням їх до густини сухого матеріалу.
Ущільнення відходів виконується вібраційними або статичними котками. Укладка кожного шару складається з таких операцій: підготовки поверхні попереднього шару, що передбачає його розпушення на глибину 0,05 м; відсипки породи самоскидами і при необхідності її зволоження; відстоювання породи не менше 2 год; розрівнювання бульдозером; укоткування; відбір контрольних проб. При геотехнічному контролі визначаються густина, вологість, гранулометричний склад, вміст золи, сірки, фільтраційні характеристики.
Для захисту верхнього відкосу греблі від руйнування вітровими хвилями рекомендується застосовувати покриття із зернистих матеріалів у вигляді несортованого каменю, металургійного шлаку, гравійно-галькового ґрунту або ґрунтобітуму. Захист низового відкосу від ерозії в результаті атмосферних дій здійснюється полегшеним покриттям товщиною не менше 0,3 мм (посівом багаторічних трав на шарі рослинного ґрунту, ущільненим шаром щебеню або гравійно-галькового ґрунту, ґрунтобітуму).
Реалізація відходів вуглезбагачення в гідротехнічному будівництві сприяє вирішенню проблеми охорони навколишнього середовища і значній економії коштів за рахунок відмови від розробки спеціальних кар'єрів будівельних матеріалів, збереження і звільнення земель, зайнятих відвалами.